# Jacques de Leussach
Jacques de Leussach, Iacobus Lessabæus, ou Jacobus Lessaboeus souvent dit « Lessabée » est un prêtre et chroniqueur du XVIe siècle qui a laissé quelques écrits.

## Biographie
Jacques Lessabé est probablement né à Marchiennes (dans le Nord de la France), dans la première moitié du XVIe siècle. Il est décédé à Tournai, le 1er juillet 1557,,.
Il aurait été prêtre, probablement dans l'abbaye de Marchiennes.
Il serait mort à Tournai, le 1er juillet 1557

## Œuvre
Il publie en 1534 un recueil historique sur le Hainaut intitulé Hanoniæ Urbium et nominatiorum locorum.
Prosper Marchand, dans son Dictionnaire historique lui a attribué la traduction d'une version abrégée (imprimé à Paris à la fin du XVIe siècle) des Chroniques du Hainaut traduite de Jacques de Guyse (1334-1399), œuvre majeure concernant le Hainaut.
À sa suite, Jean-Noël Paquot l'a considéré comme ayant participé à cette traduction.
Cet ouvrage publié par Jean Wauquelin (XVe siècle) a fait l'objet d'un travail de traduction et de simplification ou adaptation, supposé réalisé par un certain « Lessabée », dont le prénom n'est pas précisé.
Des historiens du XIXe siècle tels que Agricol-Joseph Fortia d'Urban (qui a beaucoup étudié Jacques de Guyse) ont cependant douté qu'il puisse s'agir de Jacques Lessabé, car selon eux Jacques Lessabée n'aurait écrit qu'en latin et (comme le disait Luc Wadding cité par Fortia d'urban) c'est donc plutôt Jean Lessabée qui aurait abrégé et traduit l’œuvre de De Guyse. En outre, à ce jour, faute de preuves écrites et fiables, des erreurs de dates n'étant pas rares pour les auteurs et dates de parution ou copies d'ouvrages de cette époque, rien ne démontre avec certitude que Jacques et Jean furent deux personnages distincts.